# Fábrica de São Pedro
A Fábrica de São Pedro ou Reverendæ Fabrica Sancti Petri, é um dicastério da Cúria Romana, criado em 1908 com o nome de Congregação da Reverenda Basílica de São Pedro e teve seu nome mudado em 15 de Agosto de 1967 para Reverenda Fábrica de São Pedro.
Segundo a Constituição Apostólica Pastor Bonus de João Paulo II, a Fábrica de São Pedro cuida de tudo que é necessário para a restauração e decoração do edifício da Basílica de São Pedro, administra a disciplina interna dos guardas e peregrinos, e opera em conformidade com o Capítulo da Basílica de São Pedro.
Recentemente o Vaticano abriu os arquivos deste organismo para estudiosos. Entre os preciosos documentos listados, há milhares de notas, rascunhos, contratos, recibos, correspondências (por exemplo, entre Michelangelo e Cúria Romana), que constituem um registro de todas as sui generis sobre a prática cotidiana dos artistas envolvidos.

## Presidentes da Fábrica de São Pedro
- Paolo Marella (14 de agosto de 1961 - 8 de fevereiro de 1983)
- Aurelio Sabattani (8 de fevereiro de 1983 - 1 de julho de 1991)
- Virgilio Cardeal Noé (1 de julho de 1991 - 24 de abril de 2002)
- Francesco Cardeal Marchisano (24 de abril de 2002 - 28 de agosto de 2004)
- Angelo Cardeal Comastri (5 de fevereiro de 2005 - 20 de fevereiro de 2021)
- Mauro Cardeal Gambetti, O.F.M.Conv. (20 de fevereiro de 2021 - atual)